# Belarussische Volleyballnationalmannschaft der Frauen
Die belarussische Volleyballnationalmannschaft der Frauen ist eine Auswahl der besten belarussischen Spielerinnen, die die Belaruskaja Federazyja Walejbola (belarussisch Беларуская федэрацыя валейбола) bei internationalen Turnieren und Länderspielen repräsentiert. Die Mannschaft entstand 1991 nach dem Zerfall der Sowjetunion.

## Geschichte
Die Belarussinnen nahmen von 1993 bis 1997 dreimal in Folge an einer Volleyball-Europameisterschaft teil und wurden zweimal Achter und einmal Neunter. Bei der EM 2007 reichte es nur noch zum 16. Platz und bei der EM 2009 zum 15. Platz und erst bei der EM 2013 zum 12. Platz. Bei der EM 2015 wurde man Neunter und bei der EM 2017 konnte man den die beste Platzierung mit Platz 7 erreichen. Bei der EM 2019 wurde man nur 22. 2021 folgte Platz 13.
Die belarussischen Frauen konnten sich noch nie für Volleyball-Weltmeisterschaften oder Olympische Spiele qualifizieren. Der World Cup und der World Grand Prix fanden bisher ebenfalls ohne belarussische Beteiligung statt.